# コーヒープリンス1号店

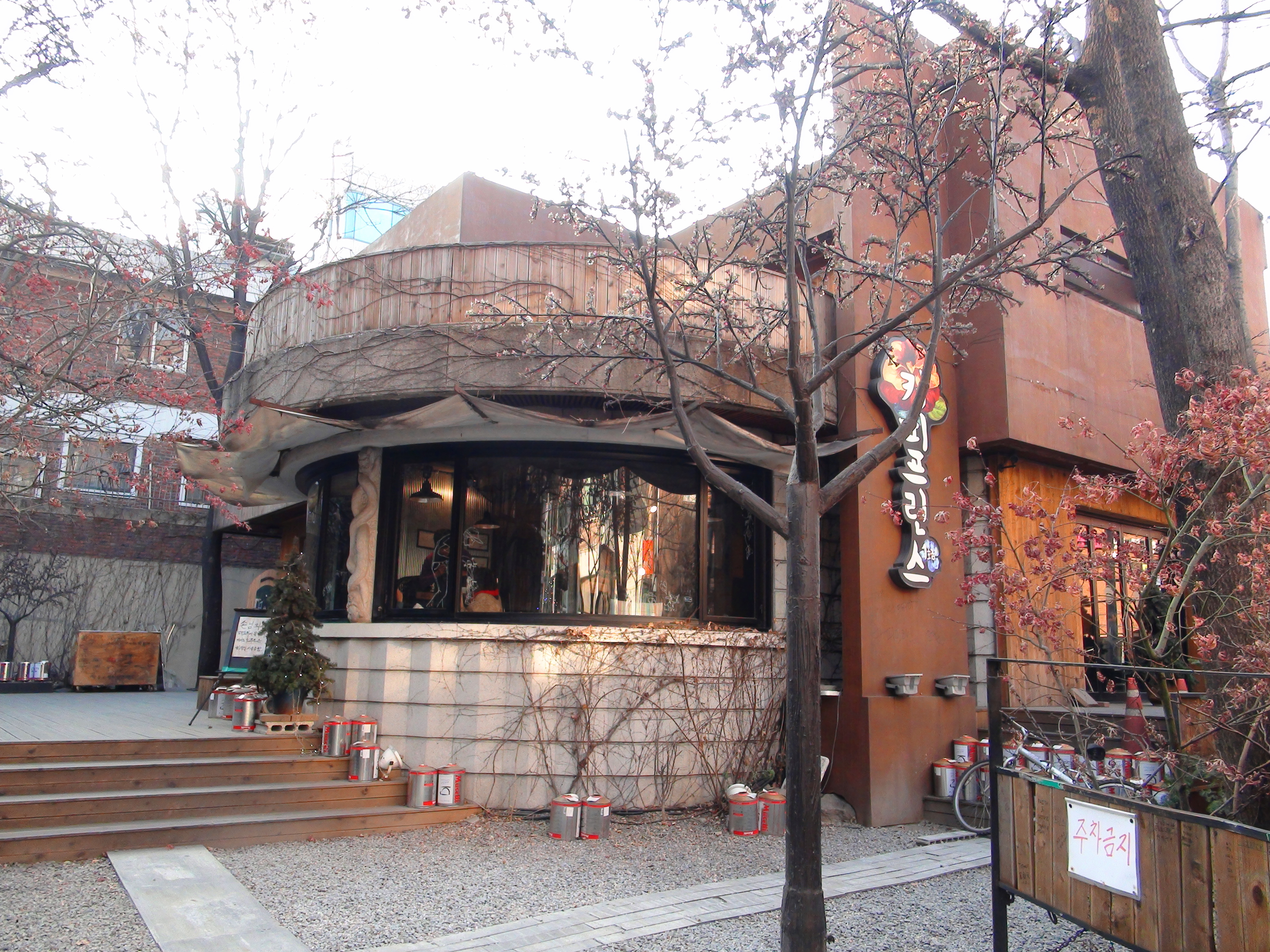
ロケに使用されたコーヒーショップ。ソウル市麻浦区西橋洞（2012年1月撮影）

『コーヒープリンス1号店』（コーヒープリンスいちごうてん、原題：커피프린스 1호점）は、2007年7月2日から2007年8月28日まで韓国MBCで放送されたテレビドラマ。全17話＋SP。

## あらすじ
チェ・ハンギョル（コン・ユ）は、コーヒー事業が盛んなドンイン食品のバン会長（キム・ヨンオク）の孫である。彼はこれまで一度も仕事をしたことがなく、責任感がない。初恋の人ハン・ユジュ(チェ・ジョンアン)を思っているが、彼女は自分を友人としてしか見ていない。コ・ウンチャン(ユン・ウネ)は24歳のおてんば娘で、よく男に間違われる。16歳の時に父親を亡くし、それ以来、一家の大黒柱として働いている。ハンギョルはウンチャンを男であると思い込み、お見合いから逃れるために、彼女を雇って自分のゲイの恋人のふりをさせることにする。
祖母から最後通牒を受けたハンギョルは、祖母とユジュに自分の実力を証明するために、古びた喫茶店を引き継ぎ、後に「コーヒープリンス」と改名する。女性客を呼び込むため、イケメンの男性従業員ばかりを雇う。お金がないウンチャンは、自分の性別を隠してコーヒープリンスに就職する。
やがて、ウンチャンとハンギョルの間には、ある感情が芽生え始める。ウンチャンが女性であることを知らないハンギョルは、自分の性的指向に疑問を持ち始め、動揺する。ウンチャンが女性であることを知ったハンギョルは怒る。しかし、すぐに仲直りし、ふたりは再び恋に落ちる。やがてウンチャンはハンギョルに支えられながら、バリスタになるためにイタリアへ旅立つ。遠距離恋愛を乗り越え、2年後、彼女は立派なバリスタになって帰ってくる。

## キャスト
- コ・ウンチャン：ユン・ウネ（声：愛河里花子）

テコンドー師範、コーヒープリンス店員
- チェ・ハンギョル：コン・ユ（声：竹若拓磨）

コーヒープリンスオーナー
- チェ・ハンソン：イ・ソンギュン（声：堀川仁）

ハンギョルの従兄、放送音楽家
- ハン・ユジュ：チェ・ジョンアン（声：宮島依里）

ハンソンの元恋人、画家
- ノ・ソンギ：キム・ジェウク（声：土田大）

コーヒープリンス店員
- ファン・ミニョプ：イ・オン（声：阪口周平）

コーヒープリンス店員
- チン・ハリム：キム・ドンウク（声：杉山大）

コーヒープリンス店員
- ホン・ゲシク：キム・チャンワン（声：梅津秀行）

コーヒープリンスオーナー
- ジヒャン：パク・ウォンスク

ウンチャン、ウンセの母
- コ・ウンセ：ユン・ヨンア（声：藤村歩）

ウンチャンの妹
- クさん：イ・ハヌィ

近所の肉屋

## スタッフ
- 原作：イ・ソンミ（朝鮮語版）
- 演出：イ・ユンジョン（朝鮮語版）
- 脚本：イ・ジョンア[注釈 1]、チャン・ヒョンジュ
- 制作：MBC

## 日本での放送
地上波では、テレビ東京で2008年4月3日から2008年5月29日まで毎週木曜金曜11時35分 - 12時30分で放送された。2010年8月11日から2010年9月16日までフジテレビ韓流α〜夏祭り〜として、毎週月曜から金曜15時25分 - 16時53分に放送され、同枠にて毎週月曜から金曜15時57分 - 16時53分に再放送されている。
BSデジタル放送では、BS-TBSで字幕テロップ版を2010年2月10日から毎週水曜21時00分 - 21時54分に放送。 BSフジ韓ドラ☆17枠で、2011年1月26日から2011年2月17日まで毎週月曜から金曜17時00分 - 17時54分に放送された。

## 日本版ミュージカル
2012年4月から、山崎育三郎と高畑充希の主演で青山劇場にて舞台化作品が上演。
槇原敬之がテーマソング「恋する心達のために」を書き下ろし提供し、自身のシングルとしても2012年4月25日にリリースされた。
キャスト
- チェ・ハンギョル：山崎育三郎
- コ・ウンチャン：高畑充希
- チェ・ハンソン：新納慎也
- ハン・ユジュ：玉置成実
- ノ・ソンギ：加藤和樹
- ファン・ミニョブ：鷲尾昇
- チン・ハリム：井出卓也
- コ・ウンセ：東亜優
- ホン・シゲク社長：尾藤イサオ
- ハンギョルの祖母：中尾ミエ

## フィリピン版ドラマ
2012年10月8日から11月23日までGMAネットワークで放送されたフィリピンでのリメイク版。

## 中国版ドラマ
2018年8月29日から10月13日までテンセントビデオで放送された中国でのリメイク版。韓国版ヒロインのユン・ウネが特別出演した。